# Emmeline Ragot
Emmeline Ragot (* 27. Mai 1986 in Angoulême) ist eine ehemalige französische Mountainbikerin, ihre größten Erfolge erzielte sie im Downhill.

## Sportlicher Werdegang
Im Juniorenalter wurde Ragot Europameisterin, gewann Bronze und Silber bei den Weltmeisterschaften und wurde mit 17 Jahren erstmals Französische Meisterin im Downhill. In der Elite gewann sie 2005 das erste Mal eine Medaille bei den Weltmeisterschaften.
Von 2008 bis 2015 gehörte Ragot zu den weltbesten Downhill-Fahrerinnen. Sie gewann insgesamt acht Weltcup-Rennen und beendete die Saisons 2010, 2012 und 2013 jeweils als Zweite in der Weltcup-Gesamtwertung. Von 2008 bis 2013 stand sie jedes Jahr auf dem Podium der Weltmeisterschaften, 2009 und 2011 als Weltmeisterin. In den Jahren 2009 bis 2014 befand sie sich stets unter den Top 3 der Weltrangliste im Downhill.
Obwohl der Downhill ihre Hauptdisziplin war, startete sie auch immer wieder im Four Cross, u. a. auch im Weltcup. Als bei den Downhill-Europameisterschaften im Jahr 2013 in Bulgarien auch die EM-Wettbewerbe im Four Cross ausgetragen wurden, startete sie in beiden Disziplinen und wurde Doppel-Europameisterin.
In der Saison 2015 verletzte sie sich beim Weltcup in Mont Sainte-Anne schwer. Daraufhin erklärte sie beim Weltcup-Finale in Val di Sole ihren Rücktritt vom Profi-Sport.

## Erfolge
| 2002 - Weltmeisterschaften (Junioren) – Downhill 2003 - Weltmeisterschaften (Junioren) – Downhill - Europameisterin (Junioren) – Downhill - Französische Meisterin – Downhill 2004 - Europameisterin (Junioren) – Downhill 2005 - Weltmeisterschaften – Downhill 2006 - Französische Meisterin – Downhill 2008 - Weltmeisterschaften – Downhill - Französische Meisterin – Downhill 2009 - Weltmeisterin – Downhill 2010 - Weltmeisterschaften – Downhill - zwei Weltcup-Erfolge – Downhill | 2011 - Weltmeisterin – Downhill 2012 - Weltmeisterschaften – Downhill - Französische Meisterin – Downhill - ein Weltcup-Erfolg – Downhill 2013 - Weltmeisterschaften – Downhill - Europameisterin – Downhill - Europameisterin – Fourcross - zwei Weltcup-Erfolge – Downhill 2014 - zwei Weltcup-Erfolge – Downhill 2015 - Französische Meisterin – Downhill - ein Weltcup-Erfolg – Downhill |